# Intolerancia a la lactosa
La intolerancia a la lactosa está causada por una disminución o una incapacidad total para digerir la lactosa, un azúcar presente en los productos lácteos. La cantidad de lactosa que los seres humanos pueden tolerar antes de que aparezcan los síntomas varía de una persona a otra. Los síntomas pueden incluir dolor abdominal, hinchazón, diarrea, flatulencia y náuseas. Estos síntomas suelen aparecer entre treinta minutos y dos horas después de comer o beber algo que contenga lactosa, y su gravedad suele depender de la cantidad consumida. La intolerancia a la lactosa no causa daños en el tracto gastrointestinal.
La intolerancia a la lactosa se debe a la falta de la enzima lactasa en el intestino delgado, necesaria para descomponer la lactosa en glucosa y galactosa. Existen cuatro tipos: primaria, secundaria, del desarrollo y congénita. La intolerancia primaria a la lactosa se produce cuando la cantidad de lactasa disminuye a medida que las personas crecen. La intolerancia secundaria a la lactosa se debe a una lesión en el intestino delgado. Dicha lesión puede ser el resultado de una infección, enfermedad celíaca, enfermedad inflamatoria intestinal u otras enfermedades. La intolerancia a la lactosa del desarrollo puede aparecer en bebés prematuros y suele mejorar en un breve periodo de tiempo. La intolerancia a la lactosa congénita es un trastorno genético extremadamente raro en el que se produce poca o ninguna lactasa desde el nacimiento. La reducción de la producción de lactasa suele comenzar a finales de la infancia o al inicio de la edad adulta, pero su prevalencia aumenta con la edad.
El diagnóstico puede confirmarse si los síntomas desaparecen tras eliminar la lactosa de la dieta. Otras pruebas complementarias son la prueba de hidrógeno en el aliento y la prueba de acidez en las heces. Otras afecciones que pueden producir síntomas similares son el síndrome del intestino irritable, la enfermedad celíaca y la enfermedad inflamatoria intestinal. La intolerancia a la lactosa es diferente de la alergia a la leche. El tratamiento suele consistir en reducir la cantidad de lactosa en la dieta, tomar suplementos de lactasa o tratar la enfermedad subyacente. Las personas suelen poder beber al menos una taza de leche sin desarrollar síntomas, y toleran cantidades mayores si la beben con las comidas o a lo largo del día.
En todo el mundo, alrededor del 65 % de los adultos se ven afectados por la malabsorción de lactosa. La persistencia de la lactasa evolucionó de forma independiente en varias poblaciones, probablemente como una adaptación a la domesticación de los animales lecheros hace unos 10 000 años. Hoy en día, la prevalencia de la tolerancia a la lactosa varía mucho entre regiones y grupos étnicos. La capacidad de digerir la lactosa es más común en personas de ascendencia nórdica y, en menor medida, en algunas partes de Asia Central, Oriente Medio y África.
La intolerancia a la lactosa es más común entre las personas de ascendencia asiática oriental, las personas de ascendencia judía, en muchos países africanos y árabes, y entre las personas de ascendencia mediterránea (especialmente entre griegos e italianos). La gastronomía tradicional refleja las variaciones locales en la tolerancia y, a lo largo de la historia, muchas sociedades se han adaptado a los bajos niveles de tolerancia elaborando productos lácteos que contienen menos lactosa que la leche fresca. Un ejemplo etnográfico de ello es el kumis, un producto lácteo fermentado que contiene poca o ninguna lactosa y que es la principal fuente de nutrición láctea en Mongolia.
La medicalización de la intolerancia a la lactosa como trastorno se ha atribuido a sesgos en la historia de la investigación, ya que la mayoría de los primeros estudios se realizaron entre poblaciones que normalmente son tolerantes, así como a la importancia cultural y económica y al impacto de la leche en países como los Estados Unidos.

## Epidemiología
La intolerancia a la lactosa es la más frecuente entre las intolerancias alimentarias en la edad adulta, aunque su prevalencia varía mucho de unos grupos étnicos a otros. En poblaciones de raza africana y asiática afecta a la gran mayoría de la población, oscilando entre el 90-95%, y en la de origen hispanoamericano, entre un 50-70%. Entre la población de origen europeo la prevalencia en cambio es menorː en la mediterránea, entre un 10-15%, y en la nórdica, entre un 5-15%.
Esta intolerancia se inicia típicamente al final de la infancia o al comienzo de la edad adulta, y la prevalencia aumenta con la edad.

## Clasificación
Cuando la lactosa no se digiere correctamente (maldigestión) puede provocar una malabsorción de lactosa. La intolerancia a la lactosa es la manifestación clínica (los síntomas) de esta malabsorción, si bien no se produce en todos los casos. En función de su origen, existen tres formas de intolerancia a la lactosa:

### Deficiencia primaria de lactasa
Está causada por el descenso fisiológico de la secreción de lactasa que ocurre con la edad en todos los mamíferos.
No obstante, en los seres humanos se han desarrollado mutaciones genéticas que permiten la secreción de la lactasa durante la vida adulta, como ocurre por ejemplo en la raza caucásica (blanca).
Estas mutaciones se han producido durante la evolución humana varias veces de forma independiente, en diferentes zonas del mundo, probablemente relacionadas con la domesticación del ganado lechero durante los últimos 10 000 años. Múltiples variantes han permitido a varias poblaciones modificar rápidamente la expresión del gen que codifica la lactasa (LCT, por sus siglas en inglés ) y han sido fuertemente conservadas en las poblaciones que consumen leche durante la vida adulta. La persistencia de lactasa se hereda como un rasgo mendeliano dominante.
Concretamente, la actividad de la lactasa se mantiene en la edad adulta en Europa (centro y norte, con descenso de la prevalencia hacia el sur), en África (norte y poblaciones de pastores) y Arabia (poblaciones de pastores), donde se continuó ancestralmente la toma de leche tras el destete. Por el contrario, en las culturas que no han tenido relación con animales productores de leche, como la japonesa, la china, la india, la mayor parte de África (poblaciones de agricultores), etc., la proporción de intolerancia primaria a la lactosa es elevada.
En estos casos, la malabsorción de lactosa no siempre se acompaña de síntomas y suele responder a dietas exentas o con bajo contenido de lactosa. Otra posibilidad es la adición de la enzima lactasa a la leche de consumo.

### Deficiencia secundaria de lactasa
La malabsorción secundaria de lactosa se debe a una deficiencia de lactasa en las personas que mantienen la secreción de lactasa en la vida adulta, como consecuencia de enfermedades que provocan lesión de la pared del intestino delgado. Entre estas, cabe destacar: 
- La enfermedad celíaca[18] sin tratamiento,[19] en la que suele aparecer asociada una intolerancia a la lactosa transitoria por deficiencia relativa de lactasa.[20] Por esta razón, al comienzo de la dieta sin gluten (DSG) es conveniente restringir la leche y sus derivados. Se pueden introducir de forma gradual pasados entre 1 y 2 meses desde la implantación de la DSG, ya que la intolerancia a la lactosa es secundaria al gluten[20] y suele desaparecer por completo durante los tres primero meses de dieta estricta.[19]

- Sensibilidad al gluten no celíaca.[21]

- Enfermedad de Crohn.[18]

- Infección gastrointestinal.[17] Se trata de un episodio agudo de gastroenteritis infecciosa que lleva asociado un daño en la mucosa del intestino.[22] Generalmente, su duración es muy corta, unos pocos días, y solamente se justifica retirar la lactosa en niños malnutridos y con deshidratación.[15]

- Enteropatías sensibles a proteínas de leche de vaca. La intolerancia se recupera rápidamente tras la retirada de las proteínas de leche de vaca de la dieta, con normalización por lo general en un plazo de 4 a 6 semanas. La alergia a leche de vaca mediada por IgE no se acompaña de enteropatía y en consecuencia, no presenta intolerancia a la lactosa.[15]

- Medicamentos. Hay cierta gama de fármacos que pueden dar como resultado un daño mucoso en el tracto gastrointestinal. Algunos de éstos son: antiinflamatorios no esteroideos (AINE), como la aspirina y el ibuprofeno; antibióticos, etc.

- Otras: gastropatía diabética, síndrome carcinoide,[18] cirugías abdominales,[17] giardiasis,[18][15]malnutrición, enteritis actínica, enteritis regional, fibrosis quística, etc.

### Deficiencia congénita de lactasa
La deficiencia congénita de lactasa es una enfermedad de la infancia extremadamente rara, de la que solo se han documentado aproximadamente 40 casos en todo el mundo, principalmente en Finlandia. Fue descrita por primera vez en 1959 por Holzel y cols. No debe ser confundida con la deficiencia primaria ni la secundaria.
Se presenta de inmediato en el recién nacido, coincidiendo con la alimentación con leche materna o artificial. Responde a la retirada de la lactosa y el bebé tolera adecuadamente la glucosa y sus polímeros.

## Etiología
Véase el apartado Clasificación.

## Cuadro clínico
Los síntomas son desencadenados por la ingestión de lactosa. Dependiendo del nivel de deficiencia de lactasa y la cantidad de alimento ingerido, la magnitud y número de síntomas pueden variar de una persona a otra o, incluso, en diferentes situaciones.
Algunos síntomas son:
- Cólicos abdominales
- Distensión abdominal
- Flatulencias (gases)
- Diarrea
- Estreñimiento y defecación con ardor

## Diagnóstico
Existen varias formas para poder diagnosticar una intolerancia a la lactosa.
El siguiente paso es determinar si se trata de una deficiencia primaria de lactasa o si la intolerancia es debida a una enfermedad subyacente que provoca una deficiencia secundaria de lactasa. Cuando se ha descartado una gastroenteritis infecciosa y se sospecha una deficiencia de lactasa secundaria, los médicos deben evaluar al paciente en busca de una posible enfermedad celíaca no diagnosticada o sensibilidad al gluten no celíaca,  la enfermedad de Crohn, u otras enfermedades que afectan al intestino delgado.
Asimismo, es importante considerar que, con frecuencia, la intolerancia a la lactosa es confundida con una alergia a la leche, especialmente difícil de diagnosticar cuando es no mediada por IgE. La alergia a la leche mediada por IgE es más común en la infancia y se puede diagnosticar mediante pruebas con parches cutáneos o analíticas sanguíneas. Las formas no mediadas por IgE predominan en la edad adulta, no existen pruebas validadas para su detección y solo se pueden diagnosticar por la clínica, es decir, por los síntomas que provoca la ingesta (que pueden ser retardados).

### Prueba de tolerancia a la lactosa
Se basa en la medición de la respuesta glucémica a una sobrecarga de lactosa (50 gramos) cada 30 minutos hasta las 2 horas siguientes a dicha ingesta, normalmente divididas en cuatro tomas (0, 30, 60 y 120 minutos). En una situación normal, la glucemia aumenta en 30 mg/dl del nivel basal de glucosa en sangre a las 2 horas, por lo que una ausencia de este incremento glucémico sugiere una deficiencia de la enzima lactasa. Es una forma de confirmación bastante inespecífica debido a que ciertas patologías pueden invalidar el resultado de esta prueba (diabetes mellitus, síndrome de malabsorción, síndromes funcionales de vaciamiento gástrico), y por ello debe ser interpretado con prudencia.
Se espera variabilidad sustancial en la respuesta clínica (náuseas, retorcijones, distensión, diarrea y flatulencia), en la medida en que la extensión y la severidad de la intolerancia a la lactosa varía entre individuos.
Cuando se considera la necesidad de confirmación, es importante distinguir la intolerancia a la lactosa de la alergia a la leche, la cual es una respuesta inmune anormal (usualmente) a las proteínas de leche. Puesto que la intolerancia a la lactosa es el estado normal para la mayoría de los adultos a escala mundial, y no es considerada una enfermedad, no se requiere normalmente un diagnóstico médico. Sin embargo, si la confirmación es necesaria, están disponibles tres pruebas:
Prueba de hidrógeno espirado
En los individuos que padecen una deficiencia de lactasa, la lactosa que el organismo es incapaz de absorber pasa en forma libre hacia el colon (al no haber absorción, el glúcido sigue el recorrido entérico normal). Durante su tránsito por el intestino, las bacterias allí presentes degradan la lactosa produciendo gran cantidad de hidrógeno libre. Este gas, una vez en el intestino grueso, es absorbido por el torrente circulatorio para ser eliminado a través de las vías respiratorias (sistema respiratorio). De este modo, cuando un sujeto que tiene intolerancia a la lactosa ingiere 50 gramos de este azúcar su excreción de hidrógeno por medio del aire espirado aumenta considerablemente tras dicha sobrecarga y durante varias horas después. Esta prueba es un método rápido y bastante fiable para detectar la malabsorción de lactosa.
Acidez de las deposiciones
Puede ser usado para diagnosticar la intolerancia a la lactosa en niños pequeños, para quienes otros tipos de métodos son arriesgados o poco prácticos.
Biopsia del intestino delgado
Una biopsia intestinal puede confirmar la intolerancia a la lactosa después de descubrir una elevación de hidrógeno en la prueba de espiración de hidrógeno.
Este procedimiento consiste en la extracción de una muestra del tejido del intestino delgado para examinar, mediante el microscopio, posibles alteraciones que puedan afectar a una mala metabolización de la lactosa.

### Pruebas genéticas
Se realizan para evaluar si se trata de una intolerancia primaria (determinada por la genética de la persona). La persistencia de la actividad lactasa en adultos está asociada a la presencia de dos polimorfismos: C/T 13910 y G/A 22018, localizados en el gen MCM6. Dichos polimorfismos se pueden detectar mediante técnicas de biología molecular en el ADN extraído de una muestra de sangre o saliva del paciente.

## Tratamiento
Es preciso realizar una correcta distinción de las causas de la malabsorción de lactosa que producen la intolerancia, para emprender las medidas terapéuticas oportunas en cada situación.

### Deficiencia secundaria de lactasa
La malabsorción de lactosa causada por una deficiencia secundaria de lactasa, es decir, debida a una enfermedad subyacente que provoca una lesión de la mucosa del intestino delgado, generalmente no requiere la eliminación de la lactosa de la dieta, sino el tratamiento de la afección subyacente. Una vez que el principal problema se resuelve, los productos lácteos a menudo pueden ser consumidos normalmente, con lo que además se evita una exclusión innecesaria de esta importante fuente de calcio. Ejemplo típico es la intolerancia a la lactosa asociada a la enfermedad celíaca, que se resuelve por lo general al cabo de unos tres meses desde el comienzo de una dieta estricta sin gluten.

### Deficiencia primaria de lactasa
No se considera una enfermedad, por lo que no requiere "tratamiento". Se maneja restringiendo la ingesta de lactosa en la alimentación, induciendo la tolerancia o mediante la toma de suplementos de la enzima lactasa. En caso necesario, si el consumo de lácteos no es suficiente, se aportan suplementos de calcio para garantizar la correcta mineralización ósea.
Las personas con intolerancia primaria a la lactosa, es decir, que carecen de la mutación genética que permite seguir produciendo lactasa durante la vida adulta, tienen diferentes grados de deficiencia de lactasa y a menudo toleran cantidades variables de lactosa en la dieta. Todas las personas sanas con deficiencia primaria o permanente de lactasa son capaces de consumir una cierta cantidad de lactosa sin experimentar ningún síntoma o solo síntomas leves, calculada como un mínimo de 12 g por cada comida (el equivalente a la cantidad contenida en una taza de leche).
Si se produce una reacción que claramente se relaciona con la ingesta de cantidades pequeñas de productos lácteos, con toda probabilidad no se trata de una intolerancia a la lactosa, sino de una alergia a las proteínas de la leche. Esto también explica por qué algunas personas que creen tener intolerancia a la lactosa experimentan síntomas cuando consumen leche de vaca, pero toleran la leche de otros mamíferos como ovejas o cabras. Cuando es una alergia no mediada por IgE, no existen pruebas validadas para su detección y solo se puede diagnosticar por los síntomas que aparecen tras su consumo (que pueden ser retardados).
Cuando existe una intolerancia primaria a la lactosa, la ingestión de productos lácteos en la cantidad que sea y pese a la aparición de síntomas, no causa daño en el tracto gastrointestinal ni predispone a la malabsorción de calcio.
La evitación de productos lácteos para controlar los síntomas puede producir defectos en la mineralización ósea, pues por regla general, esto hace que se ingiera menor cantidad de calcio de la dosis diaria necesaria para una correcta mineralización. Es preciso, por lo tanto, complementar con suplementos dietéticos de calcio.

#### Control de la cantidad de lactosa e inducción de tolerancia
Para personas que viven en sociedades donde la dieta contiene relativamente poca cantidad de productos lácteos, la intolerancia a la lactosa no es una condición limitante. Sin embargo, aquellos que viven en sociedades donde la mayoría tolera la lactosa, pueden encontrar la intolerancia a la lactosa problemática. Algunos individuos han comunicado que su intolerancia puede variar a lo largo del tiempo (dependiendo del estado de salud y el embarazo).
La intolerancia a la lactosa primaria no es una condición de todo o nada: la reducción en la producción de lactasa, y por lo tanto la cantidad de lactosa que puede ser tolerada, varía de persona a persona. De acuerdo con el Instituto Nacional de Salud de los Estados Unidos «el control dietario de la intolerancia a la lactosa depende de que las personas aprendan a través del ensayo y error cuánta lactosa pueden manejar». «Las evidencias disponibles sugieren que los adultos y adolescentes que han sido diagnosticados con malabsorción de lactosa podrían ingerir al menos 12 gramos de lactosa cuando se administran en una sola dosis (equivalente al contenido de lactosa encontrado en 1 taza de leche) sin ningún síntoma o solo síntomas leves.» Esta tolerancia mejora cuando la leche se toma junto con las comidas, eligiendo leche baja en lactosa, sustituyendo la leche por yogur o quesos curados, o tomando suplementos de lactasa.
La lactosa ayuda a la absorción del calcio, permitiendo la correcta mineralización de los huesos, y posee efectos prebióticos que benefician la flora intestinal, por lo que no debería ser evitada.
Actualmente, se ha demostrado que el consumo regular de alimentos lácteos en personas con deficiencia primaria de lactasa puede aumentar la tolerancia a la lactosa a largo plazo. Esto se debe a que se producen cambios favorables de las bacterias del colon, que se adaptan y contribuyen a la descomposición de la lactosa, y a una regulación positiva de la lactasa. La pauta para inducir la tolerancia se basa en una exposición progresiva, consumiendo cantidades más pequeñas y con frecuencia, repartidas a lo largo del día.

#### Alimentos que contienen lactosa
Leer la etiqueta es esencial ya que la terminología comercial varía de acuerdo al lenguaje y la región.
La lactosa está presente en dos grandes categorías de alimentos: los productos lácteos convencionales y como aditivo en los alimentos (productos lácteos y no lácteos).

##### Lácteos
La lactosa es una molécula hidrosoluble. Por lo tanto el porcentaje de grasa y el proceso de cortado tienen un impacto sobre aquellos alimentos que pueden ser tolerados. En el proceso de formar la cuajada, la causa se encuentra en la porción acuosa junto con el suero y la caseína, pero no se encuentra en la porción lipídica. Los productos lácteos «reducidos en grasa» o los «libres de grasa» generalmente tienen un porcentaje ligeramente alto de lactosa. Además, los productos lácteos reducidos en grasa también tienen con frecuencia varios derivados de la leche tales como sólidos lácteos agregados a éstos para incrementar la dulzura, lo que produce un incremento en el contenido de lactosa.
- Leche: ya sea entera o desnatada, en polvo, líquida o condensada. La leche humana tiene el porcentaje de lactosa más elevado, alrededor del 9 %. La leche de vaca no procesada contiene un 4.7 % de lactosa. Las leches no procesadas de otros mamíferos contienen porcentajes similares de lactosa (leche de cabra: 4.1 %,[38]

leche de búfala: 4.86 %,
leche de yak: 4.93 %, leche de oveja: 4.75 %).
- Mantequilla: el proceso de preparación de mantequilla separa los componentes acuosos de la leche de los componentes grasos. Siendo la lactosa una molécula hidrosoluble, no estará presente en la mantequilla[42] a menos que se le agreguen sólidos lácteos.

- Yogur: la gente puede tolerar mejor el yogur preparado de la manera tradicional que la leche, debido a que éste contiene la enzima lactasa producida por los cultivos de bacterias usadas para preparar el yogur. Sin embargo, muchas marcas comerciales contienen sólidos lácteos, que incrementan el contenido de lactosa.

- Quesos: los quesos duros preparados tradicionalmente (tal como el queso suizo) y los quesos madurados suaves, pueden crear menos reacción que la cantidad equivalente de leche debido al proceso involucrado. La fermentación y el alto contenido de grasas contribuye a disminuir la cantidad de lactosa. El queso suizo o el cheddar hechos de forma tradicional pueden contener un 10 % de la lactosa presente en la leche entera. Más aún, los métodos tradicionales de envejecimiento del queso (más de dos años) reducen su contenido de lactosa a prácticamente nada.[43]

Sin embargo, algunas marcas comerciales de queso se elaboran generalmente mediante procesos modernos que no tienen las mismas propiedades reductoras de lactosa, y como no existen una normativa sobre cuándo se puede considerar un queso «madurado», esta descripción no proporciona indicación alguna acerca de si el proceso utilizado reduce significativamente la lactosa.
- Suero, crema agria y helado: al igual que el yogur, si fueron preparados de la manera tradicional generalmente serán totalmente tolerables, pero la mayoría de las marcas modernas agregan sólidos lácteos.[44]

- Otros: nata o crema (líquida, montada o batida), postres lácteos (flanes, quesos frescos con sabor de frutas, quesos, mousses, dulce de leche...).

Como no se ha alcanzado un consenso científico acerca del método de análisis para el porcentaje de lactosa,[cita requerida] y considerando que el contenido de los productos lácteos varía grandemente de acuerdo a las prácticas de etiquetado, geografía y procesos de manufacturación, la causa podría ser poco fiable. Los siguientes ejemplos muestran niveles de lactosa en alimentos que comúnmente desencadenan síntomas.
Estos valores deben ser tratados solo como guías.
| Producto lácteo              | Contenido de lactosa |
| ---------------------------- | -------------------- |
| Yogur bajo en grasas, 240 mL | 5 g                  |
| Leche baja en grasas, 240 mL | 11 g                 |
| Queso suizo, 28g             | 1 g                  |
| Helado, 120 mL               | 6 g                  |
| Requesón, 120 mL             | 2–3 g                |

##### Alimentos elaborados
La lactosa (también presente cuando en la etiqueta aparece lactosuero, suero, sólidos de leche, ingredientes modificados de la leche, etc.) es un aditivo comercial para los alimentos usado por su textura, sabor y cualidades adhesivas, y encontrada en alimentos tales como carnes procesadas
(salchichas, carne rebanada, patés), sazonador en polvo, margarinas, pan rebanado,
cereales para desayuno,
frutos secos, alimentos procesados, medicamentos, comidas preparadas, sustitutos de la comida (polvos y barras), suplementos de proteínas (polvos y barras).
Los productos kosher marcados «pareve» están libres de leche. Sin embargo si una letra «L» (por lácteos) está presente, el alimento probablemente contenga sólidos de leche (aunque también puede simplemente indicar que el producto fue producido en un equipo compartido con otros productos que contienen derivados de la leche).
Cualquier otro alimento que contenga lactosa en su preparación como:
- Alimentos preparados que contengan leche (o lactosa), nata o cremas
- Puré en copos (deshidratado)
- Pan de molde

Alimentos preparados que contengan leche:
- Bechamel o cualquier tipo de salsa que lleve leche o crema de leche o mantequilla
- Pastelería industrial en la que utilicen leche, crema de leche o mantequilla como ingrediente (la mayoría)
- Helados de crema o cremosos
- Batidos de frutas, chocolate
- Chocolate con leche

#### Productos alternativos
Leche
La industria láctea ha creado productos de calidad bajos en lactosa o libres de la misma para reemplazar la leche normal. La leche sin lactosa puede producirse haciendo pasar la leche por la enzima lactasa unida a un transportador inerte: una vez que la molécula de lactosa se escinde desaparecen los síntomas asociados a la misma.
Existen en el mercado productos con cantidades reducidas de lactosa (típicamente 30 % del normal) y alternativamente con cerca del 0 %. Finlandia tiene productos HYLA (acrónimo para hydrolysed lactose [lactosa hidrolizada]) disponible desde hace muchos años, aunque el número de individuos con intolerancia a la lactosa es relativamente pequeño. Estos productos de leche de vaca bajos en lactosa, que van desde helado hasta queso, usan un método de separación cromatográfica patentado por Valio, para eliminar la lactosa. El proceso de ultrapasteurización, combinado con el empaquetado aséptico, asegura una larga vida en los estantes. Recientemente, el rango de productos bajos en lactosa disponibles en Finlandia ha sido ampliado con leche y otros productos lácteos (tales como el helado, la mantequilla y la leche agria) que no contienen lactosa.[cita requerida]
El remanente de lactosa (20 % aproximadamente) de los productos HYLA es eliminado enzimáticamente. Estos productos típicamente cuestan de dos a cuatro veces más que los productos equivalentes con lactosa. Alternativamente, puede agregarse una bacteria como L. acidophilus, lo cual afecta a la lactosa en la leche de la misma manera que afecta la lactosa en el yogur.[cita requerida]
Sustitución por lactasa
La suplementación con la enzima lactasa supone una ventaja, ya que evita reducir el consumo de productos lácteos y por lo tanto, también evita la necesidad de aportar de una fuente alternativa para el llegar a las cantidades necesarias de calcio al día.
La enzima lactasa similar a aquella producida en el intestino delgado de los humanos es producida industrialmente por hongos del género aspergillus. La enzima β-galactosidasa está disponible en forma de tabletas en una variedad de dosis, en muchos países sin necesidad de prescripción médica. Esta enzima funciona en ambientes muy ácidos, como ocurre en el intestino humano debido a la adición de jugos gástricos a partir del estómago. Demasiado ácido puede desnaturalizarla, y por lo tanto no debería tomarse con el estómago vacío.
Mientras el proceso normal de la digestión intestinal de la lactosa es esencialmente el mismo, el tratamiento directo de la leche emplea una variedad diferente de lactasas producidas industrialmente. Esta enzima, producida por la levadura del género kluyveromyces, toma más tiempo para actuar, debe ser mezclada minuciosamente con todo el producto, y es destruida inclusive por ambientes levemente ácidos. Por lo tanto ha sido mucho menos popular como un producto para el consumidor, que las tabletas producidas a partir de aspergillus, a pesar de su falta de efectividad predecible. Su principal uso es en la producción de productos lácteos vendidos en los supermercados, libres de o reducidos en lactosa.